# Joannes Diderik Dibbits
Joannes Diderik Dibbits (Assen, 9 mei 1829 - Bloemendaal, 22 juni 1895) was een Nederlandse advocaat en burgemeester.

## Leven en werk
Dibbits was een zoon van de apotheker Willem Abraham Dibbets en Adriana Suzanna Berchuijs. Hij was advocaat bij het provinciaal gerechtshof te Assen. In 1856 volgde hij zijn schoonvader Jan Alingh op als burgemeester van Borger. Zijn schoonvader was, naar het oordeel van de toenmalige commissaris van de Koning van Drenthe, te oud en niet meer in staat zijn functie naar behoren te vervullen. Ook zou hij niet altijd even kies en nauwgezet optreden zodra zijn eigenbelang in het geding was. Dibbits overtrof zijn schoonvader wat betreft de duur van zijn burgemeesterschap. Zijn schoonvader was 36 jaar burgemeester van Borger geweest. Dibbits zou die functie 38 jaar vervullen totdat hem op 1 november 1894 eervol ontslag werd verleend. Tot 1893 vervulde hij tevens de functie van gemeentesecretaris. In 1895, het jaar na het beëindigen van zijn burgemeesterschap, overleed hij. Hij werd opgevolgd door de toenmalige gemeenteontvanger van Borger, Synco Reijnders.
Dibbits ontplooide tijdens zijn burgemeesterschap van Borger veel belangstelling voor de archeologische vondsten in zijn gemeente. Hij bemiddelde regelmatig bij het afstaan van vondsten aan het Provinciaal Museum van Assen en het Rijksmuseum van Oudheden te Leiden. Hij was voorzitter van de plaatselijke afdeling van de Maatschappij tot Nut van het Algemeen. Op 1 december 1863 werd hij naast zijn burgemeesterschap ook benoemd tot schoolopziener.
Dibbits trouwde op 29 april 1856 te Borger met Jantien Alingh, dochter van de landbouwer en oud-burgemeester van Borger Jan Alingh en Anna Boelken.